# Радиодифузија
Радиодифузија је облик неусмерених електронских радиокомуникација путем радио, телевизијске или кабловске мреже, намењен великом броју клијената који испуњавају услове. Израз се такође односи на радиокомуникациону услугу у којој је пренос радио сигнала намењен директном јавном пријему; могу да укључују преношење звука, телевизијски сигнал и друге врсте преноса. Радиодифузија је услуга емитовања која је ограничена на радио-емисије, док је емитовање телевизијског сигнала услуга емитовања која укључује визуелне (визуелне) емисије са припадајућим звуком. Радиодифузија се врши радио предајницима који се налазе на земљи и/или на вештачком сателиту. Радиодифузија обухвата и кабловску дистрибуцију, у којој се телевизијски и радио пренос емитује преко кабловске мреже одређеном броју корисника (претплатника).